# Richard Eckersley
Richard Jon Eckersley (ur. 12 marca 1989 w Salford) – angielski piłkarz występujący na pozycji bocznego obrońcy w Oldham Athletic.

## Kariera klubowa

### Manchester United
Eckersley jest wychowankiem Manchesteru United. Przed grą w pierwszym zespole występował w drużynach juniorskich oraz rezerwach. W drugim zespole United Eckersley zadebiutował w lutym 2007 roku w spotkaniu z Boltonem Wanderers. W maju wystąpił w finale turnieju Manchester Senior Cup, wygranym 3:1 z Manchesterem City. W kolejnym sezonie 23-krotnie wystąpił w zespole rezerw.
12 grudnia 2007 roku Eckersley zasiadł na ławce rezerwowych w spotkaniu Ligi Mistrzów z AS Roma. Dalej grając w drugiej drużynie, 24 stycznia 2009 roku zadebiutował w pierwszej drużynie w wygranym 2:1 meczu Pucharu Anglii z Manchesterem United. 27 stycznia po raz pierwszy zagrał w meczu Premier League – zmienił w 71 minucie spotkania z West Bromwich Albion Gary'ego Neville'a. 1 marca 2009 roku zdobył wraz ze swoim zespołem Puchar Ligi Angielskiej. W finałowym meczu z Tottenhamem Hotspur Eckersley nie zagrał. W sezonie 2008/2009 rozegrał łącznie cztery mecze, w tym dwa w lidze. Manchester United w tamtym sezonie zdobył także tytuł mistrza Anglii.

### Burnley
15 lipca 2009 roku Eckersley podpisał czteroletni kontrakt z Burnley, odrzucając wcześniej propozycję przedłużenia umowy z United. Początkowo Burnley musiało zapłacić Manchesterowi United milion funtów za wyszkolenie zawodnika, jednak w marcu 2010 roku kwota ta została zmniejszona do 500 tysięcy. 25 sierpnia 2008 roku zadebiutował w barwach Burnley w meczu Pucharu Ligi z Hartlepool United.
5 marca 2010 roku Eckersley został wypożyczony na jeden miesiąc do Plymouth Argyle, aby zastąpić tam kontuzjowanego Rédy Johnsona. Dzień później zadebiutował w tym zespole w zremisowanym 1:1 meczu ligowym z Preston North End. 1 kwietnia okres wypożyczenia Eckersleya został przedłużony do końca sezonu. Potem wypożyczany był do Bradfordu oraz do Bury.

### Toronto FC
15 kwietnia 2011 roku Eckersley został wypożyczony do kanadyjskiego klubu do stycznia 2012 roku. Do Toronto przyszedł za sprawą dyrektora klubu z Kanady i zarazem byłego menadżera Plymouth Argyle Paula Marinera.